# August 2020
Portal Geschichte | Portal Biografien | Aktuelle Ereignisse | Jahreskalender | Tagesartikel

◄ |
20. Jahrhundert |
21. Jahrhundert

◄ |
1990er |
2000er |
2010er |
2020er
| 2030er | 2040er

◄ |
2016 |
2017 |
2018 |
2019 |
2020
| 2021 | 2022 | 2023 | 2024 | ►

◄ |
Mai 2020 |
Juni 2020 |
Juli 2020 |
August 2020 |
September 2020 |
Oktober 2020 |
November 2020 |
►
Dieser Artikel behandelt tagesbezogene Nachrichten und Ereignisse im August 2020.

## Tagesgeschehen

### Dienstag, 4. August 2020
- Beirut/Libanon: Im Hafen von Beirut ereignet sich eine Explosion, bei der mindestens 158 Menschen ums Leben kommen.

### Mittwoch, 5. August 2020
- Colombo/Sri Lanka: Bei der Parlamentswahl in Sri Lanka erringt die SLPP von Premierminister Mahinda Rajapaksa die absolute Mehrheit.

### Donnerstag, 6. August 2020

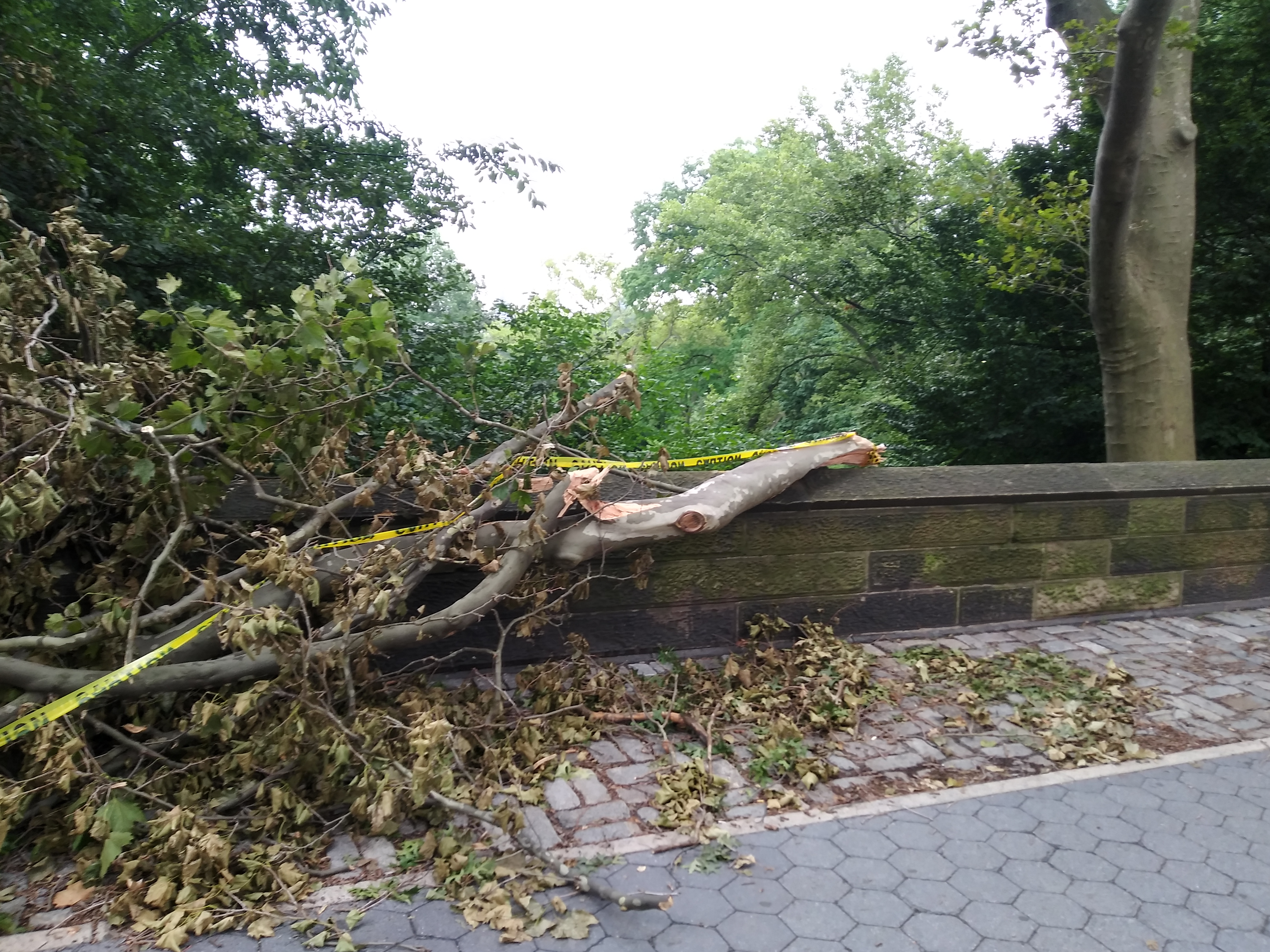
Sturmschaden in New York City nach einem ersten Ausläufer eines Hurrikans (Bild 7. August)

- Salzburg/Österreich: Bei der Verleihung des 8. Österreichischen Musiktheaterpreises wird Placido Domingo für das Lebenswerk ausgezeichnet. Für die beste weibliche Hauptrolle wird Ursula Pfitzner geehrt, Gábor Bretz erhält die Auszeichnung für die beste männliche Hauptrolle. Den Medienpreis geht an Günther Groissböck.[1]
- Nordamerika/Vereinigte Staaten: Die NOAA gibt für die Atlantische Hurrikansaison 2020 eine der bisher höchsten Prognosen für die Zahl der Stürme heraus.[2]

### Freitag, 7. August 2020
- Kerala/Indien: Beim Landeanflug auf den Flughafen Kozhikode rutscht eine aus Dubai kommende Boeing 737-800 der Air India mit der Bezeichnung Air-India-Express-Flug 1344 über die Landebahn hinaus und bricht auseinander. Dabei kommen mindestens 18 Menschen um.[3]

### Sonntag, 9. August 2020
- Minsk/Belarus: Bei der Präsidentschaftswahl in Belarus gewinnt der amtierende Präsident Aljaksandr Lukaschenka nach offiziellen Angaben mit 80 % der Stimmen. Die Wahl gilt als Scheinwahl, weil relevante Gegenkandidaten im Vorfeld festgenommen wurden und Wahlmanipulationen nachgewiesen werden konnten. Im Anschluss an die Wahl kommt es zu landesweiten Protesten. Tausende Demonstranten wurden verhaftet.

### Montag, 10. August 2020
- Trinidad und Tobago: Wahl zum Repräsentantenhaus

### Donnerstag, 13. August 2020
- Vereinigte Arabische Emirate, Israel, Vereinigte Staaten: Vermittelt durch die Vereinigten Staaten bekunden die Vereinigten Arabischen Emirate und Israel die Absicht zur vollen Normalisierung ihrer Beziehungen.[4]

### Sonntag, 16. August 2020
- Sheffield/Vereinigtes Königreich: Mit einem Sieg über Kyren Wilson gewinnt der Engländer Ronnie O’Sullivan zum sechsten Mal die Snookerweltmeisterschaft.

### Dienstag, 18. August 2020
- Berlin/Deutschland: Bei einer Amokfahrt auf der Berliner Stadtautobahn werden mehrere Verkehrsteilnehmer teilweise schwer verletzt.[5][6]

### Mittwoch, 19. August 2020
- Bamako/Mali: Nach einem Putsch aus den Reihen des malischen Militärs tritt Premierminister Boubou Cissé zurück und löst das Parlament auf.

### Donnerstag, 20. August 2020
- Tomsk/Russland: Der russische Oppositionspolitiker Alexei Anatoljewitsch Nawalny wird mutmaßlich vergiftet.

### Freitag, 21. August 2020
- Köln/Deutschland: Finale der UEFA Europa League im Rheinenergiestadion in Köln

### Samstag, 22. August 2020
- Küps/Deutschland: Das Kuratorium Nationalerbe-Bäume der Deutschen Dendrologischen Gesellschaft zeichnet die als Tausendjährige Eiche bezeichnete Stieleiche zum Nationalerbe-Baum aus.[7]

### Sonntag, 23. August 2020
- Lissabon/Portugal: Finale der UEFA Champions League im Estádio da Luz in Lissabon
- Troon/Schottland: Sophia Popov siegt als erste Deutsche überhaupt in einem Golf Major-Turnier

### Montag, 24. August 2020
- Berlin/Deutschland: Bundeskanzlerin Angela Merkel ist, einschließlich ihrer Amtszeiten als Familien- und Umweltministerin (1991–1998), an diesem Tag insgesamt 22 Jahre, 9 Monate und 12 Tage Mitglied des Bundeskabinetts und überholt damit den bisherigen Rekordhalter Hans-Dietrich Genscher, der von 1969 bis 1992 (mit 17-tägiger Unterbrechung 1982) Innen- und Außenminister war.

### Samstag, 29. August 2020
- Nizza/Frankreich: Start der 107. Tour de France (bis 20. September 2020).